# Pikasso I

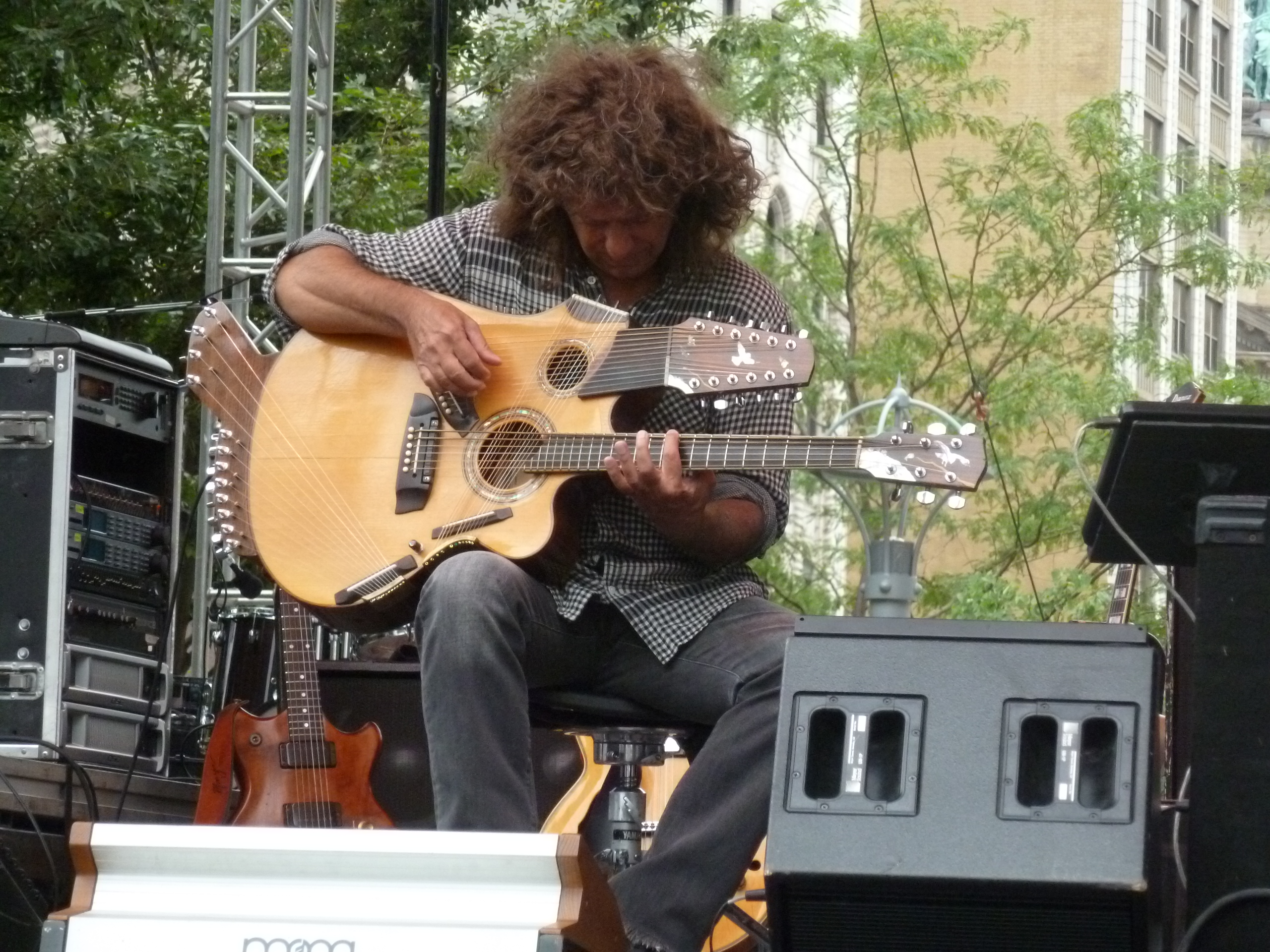
Pat Metheny spelar på en 42-strängad Pikasso-gitarr

Pikasso I är ett specialgjort instrument skapat av kanadensaren Linda Manzer. Denna 42-strängade gitarr med tre halsar har blivit populariserad av jazzgitarristen Pat Metheny och kan höras på hans låt "Into the Dream" och på albumen Quartet, Imaginary Day, Jim Hall & Pat Metheny, Trio → Live, och Metheny Mehldau Quartet, hans andra samarbete med pianisten Brad Mehldau. Gitarren kan även ses på Speaking of Now Live och Imaginary Day-DVD:erna. Metheny har också använt gitarren i gästsammanhang på andra artisters album.
Namnet kommer av instrumentets likhet med kubisten Pablo Picassos konstverk och skulpturer.